# Рејовјец Фабрични
Рејовјец Фабрични (пољ. Rejowiec Fabryczny) град је у Пољској у Војводству лублинском. По подацима из 2012. године број становника у месту је био 4545.

## Становништво
| 2012. |
| ----- |
| 4.545 |